# أزمة انتحار
أزمة الانتحار أو الأزمة الانتحارية أو الانتحار المحتمل هي حالة يحاول فيها الشخص قتل نفسه أو يفكر بجدية أو يخطط للقيام بذلك. تعتبر السلطات الطبية وخدمات الطوارئ ومصالح السلامة العامة هذه الحالة حالة طبية طارئة تتطلب التدخل الفوري والعلاج الطبي الطارئ. يكون مصدر هذه الأزمات في الغالب نابعا من شعور الفرد بالعجز أمام مشكلة عاطفية أو صحية أو اجتماعية تواجهه، وبأنه لا يستطيع التغلب عليها، ويعتبر حينها الإقدام على الانتحار حلاً. في مثل هذه الحالات، يحاول الأطباء عادة مساعدة الأفراد على تجاوز هذه الأزمات، وإقناعهم بأن الانتحار ليس حلاً، إضافة إلى المساعدة في تحديد المشاكل وحلها أو تحملها.

## المسببات
معظم حالات الانتحار المحتملة تسبقها مؤشرات وعلامات تحذيرية. من بين أبرز هذه المؤشرات نجد محاولة الفرد الانتحار وفشله في ذلك، أو التحدث عن الانتحار أو التخطيط له، أو كتابة رسالة انتحار، أو التحدث أو التفكير بشكل متكرر في الموت، أو إظهار الرغبة في الموت من خلال التعبير عنها لفظيًا أو من خلال المخاطرة المحتملة بالموت، أو اتخاذ خطوات جادة في سبيل الانتحار (على سبيل المثال: الحصول على حبل لمحاولة الانتحار شنقا لاحقا، أو تخزين حبوب منع الحمل بغرض ابتلاعها في سبيل الانتحار بجرعة زائدة). إضافة إلى هذه المؤشرات، من أبرز العلامات نجد الاستعداد للموت دون سبب واضح (مثل ترتيب الأمور، أو تغيير الوصية، وما إلى ذلك)، وكتابة رسائل الوداع، وزيارة أفراد الأسرة أو الأصدقاء أو الاتصال بهم لتوديعهم. قد يبدأ الشخص أيضًا بالتخلي عن الأشياء التي كان يُقدرها سابقا (لأنه "لم يعد بحاجة إليها"). في حالات أخرى، قد يصبح الشخص الذي بدا مكتئبًا ويفكر في الانتحار طبيعيا أو مفعما بالطاقة أو الهدوء مرة أخرى؛ يحتاج هؤلاء الأشخاص بشكل خاص إلى المراقبة لأن ظهورهم بشكل طبيعي هكذا قد تكون لأنهم تصالحوا مع أي فعل قادم، على سبيل المثال، إقدامهم على الانتحار للهروب من مشاكلهم.
يعد الاكتئاب أحد الأسباب الرئيسية للانتحار، ويعتبر الأفراد الذين يعانون من الاكتئاب أكثر قابلية للسلوك الانتحاري. ومع ذلك، فإن السلوك الانتحاري لا يقتصر فقط على المرضى الذين تم تشخيصهم بنوع من الاكتئاب. أكثر من 90% من حالات الانتحار مرتبطة باضطراب المزاج، مثل الاضطراب ثنائي القطب، أو الاكتئاب، أو الإدمان، أو اضطراب ما بعد الصدمة، أو أمراض نفسية أخرى مثل الفصام. كلما كان الاكتئاب أعمق، كلما كان الخطر أكبر، والذي يتجلى غالبًا في إبداء مشاعر اللامبالاة أو العجز أو اليأس أو انعدام القيمة.
غالبًا ما يكون الانتحار رد فعل عندما يواجه الفرد إحدى مسببات الاكتئاب، مثل عدم استمرارية علاقة عاطفية أو مرض خطير أو إصابة (مثل بتر أحد الأطراف أو العمى)، أو وفاة أحد المقربين، أو الفقر وغيرها من المشاكل المالية، أو الشعور بالذنب، أو خوف الشخص من أن يُلقى عليه القبض على خلفية جريمة ارتكبها، أو تعاطي المخدرات، أو الشيخوخة، وغيرها من الأمور والمسببات الأخرى.

### العلاجات

تُمكن خطوط الأزمات الساخنة، مثل خط المساعدة 988 للانتحار والأزمات، الأشخاص من الحصول على استشارات ومساعدات هاتفية طارئة وفورية.

يستعين الأطباء في غرف الطوارئ بالكيتامين لعلاج مرضى الاكتئاب ثنائي القطب واضطراب الاكتئاب الشديد والأشخاص الذين يعانون من أزمة انتحارية، على الرغم من أن هذا الدواء لم تُوافق عليه الجهات الرسمية بعد لاستخدامه كحل علاجي في مثل هذه الحالات. يُعالج الفرد بهذا الدواء لمرة واحدة فقط، عن طريق التنقيط الوريدي بجرعات أقل من تلك المستخدمة في التخدير، وتُشير البيانات الأولية إلى أن استعمال هذا الدواء ينتج عنه انخفاض سريع (في غضون ساعتين) ومستدام نسبيًا (حوالي 1-2 أسبوع) في الأعراض لدى بعض المرضى. أثارت الدراسات الأولية التي أجريت على الكيتامين اهتمامًا علميًا وسريريًا من المتخصصين بسبب سرعة ظهور مفعوله، وأيضا لأنه يبدو أنه يعمل على تعطيل مستقبلات إن إم دي إيه التي تستقبل إشارات الغلوتامات، وهي آلية مختلفة عن معظم مضادات الاكتئاب الحديثة التي تعمل وفق آليات أخرى. أظهرت بعض الدراسات أن دواء الليثيوم يمكن أن يقلل من الأفكار الانتحارية خلال 48 ساعة من تناوله.

### التدخل
يعد التدخل لمنع شخص يعاني من أزمة انتحارية من إيذاء أو قتل نفسه من الأهمية بما كان، حيث ينبغي أن تؤخذ كل علامة من علامات الانتحار على محمل الجد. تتضمن الخطوات التي يجب اتخاذها للمساعدة في تهدئة الموقف أو نقل الشخص الذي يمر بالأزمة إلى مكان آمن ما يلي:
- ابقى مع الشخص حتى لا يظل وحيدًا.
- اتصل بالرقم 988 (إذا كنت في الولايات المتحدة) أو أي خط ساخن آخر مخصص لمثل هذه الحالات، أو اصطحب الشخص إلى أقرب مستشفى أو منشأة صحية.
- تواصل مع أحد أفراد عائلته أو أصدقائه بشأن ما يحدث.

في العديد من البلدان، يُستدعى مفاوضي الشرطة للاستجابة للمواقف التي يكون فيها الشخص معرضًا بشكل خطير لأزمة انتحار فورية. لكن مع ذلك، غالبا ما يرفض الشخص الاستجابة لعروض المساعدة في مثل هذه المواقف، كونه لم يطلبها بنفسه، وكون الغالبية تريد الحفاظ على مستوى من الاستقلالية في مثل هذه المواقف. يساعد دعم الأشخاص الذين يمرون بمثل هذه الأزمات وإحساسهم بأن قراراتهم نابعة منهم، وأيضا حُسن اختيار الكلمات أثناء الحديث، في تقليل مقاومة الفرد للمساعدة المقدمة له.
إذا كان أحد الأصدقاء أو أحد المقربين يتحدث عن الانتحار ولكنه لم يصل بعد إلى مستوى الأزمة الانتحارية، فيجب اتخاذ الخطوات التالية لمساعدته في الحصول على مساعدة مهنية والشعور بالدعم وتجاوز هذه الحالة:
- اتصل برقم الخط الساخن لمنع الانتحار؛ الأرقام في الولايات المتحدة هي 988 أو 800-273-8255.
- قم بإزالة الأشياء الخطيرة، مثل البنادق والسكاكين، من المنزل.
- قدم كل سبل الطمأنينة والدعم.
- ساعد الشخص على طلب العلاج الطبي.

## أنظر أيضا
- اكتئاب
- اضطراب اكتئابي
- إسعاف أولي للصحة النفسية
- الإسعافات الأولية النفسية
- انتحار
- فكر انتحاري
- منع الانتحار

## روابط خارجية
- الخط الوطني للوقاية من الانتحار (الولايات المتحدة) - خدمة الوقاية من الانتحار على مدار 24 ساعة مجانًا للأشخاص الذين يعانون من أزمة انتحار.
- مقاومة للربط - منع الانتحار.